# سازمان خصوصی‌سازی
سازمان خصوصی‌سازی ایران شرکت سهامی دولتی و دارای شخصیت حقوقی و استقلال مالی و زیرمجموعه وزارت امور اقتصادی و دارایی است. رئیس‌کل این سازمان معاون وزیر امور اقتصادی و دارایی، دبیر هیأت واگذاری و عضو شورای‌عالی سیاست‌های کلی اصل ۴۴ قانون اساسی می‌باشد.

## تاریخچه
سازمان خصوصی‌سازی در تاریخ ۱۳۸۰/۰۱/۲۹ به استناد ماده (۱۵) قانون برنامه سوم توسعه و به‌موجب مصوبه شماره ۷۸۵۸/ت/۲۳۷۰۸ ه مورخ ۱۳۸۰/۰۲/۲۶، با تغییر اساسنامه سازمان «مالی گسترش مالکیت واحدهای تولیدی» تشکیل گردید. با تغییر و تکمیل مسئولیت‌ها و وظایف این سازمان، اساسنامه آن، تا کنون دو بار در تاریخ‌های ۱۳۸۸/۱۲/۲۶ و ۱۳۹۲/۱۱/۲۲ توسط هیئت وزیران اصلاح گردیده‌است.
سازمان خصوصی‌سازی شرکت سهامی دولتی و دارای شخصیت حقوقی و استقلال مالی و زیرمجموعه وزارت امور اقتصادی و دارایی است. رئیس‌کل این سازمان معاون وزیر امور اقتصادی و دارایی، دبیر هیئت واگذاری و عضو شورای عالی سیاست‌های کلی اصل (۴۴) قانون اساسی می‌باشد.
با ابلاغ سیاست‌های کلی اصل (۴۴) قانون اساسی و قانون اجرای سیاست‌های یادشده در تیرماه سال ۱۳۸۷، وظایف و اختیارات این سازمان دچار تغییر و تحول اساسی گردید. اعمال نمایندگی وزارت امور اقتصادی و دارائی در امر واگذاری‌ها، عرضه هرگونه سهام، سهم‌الشرکه، حق تقدم ناشی از سهام و حقوق مالکانه متعلق به دولت و شرکت‌های دولتی، اجرای طرح توزیع سهام عدالت به‌منظور افزایش ثروت و ایجاد درآمد دائمی برای خانوارهای نیازمند با حفظ و تکریم شخصیت انسانی آنان و متکی به خود نمودن خانوارهای نیازمند، انجام وظایف دبیرخانه‌ای هیئت واگذاری و سایر وظایف مرتبط با امر واگذاری سهام از اهم وظایفی می‌باشد که بر عهده این سازمان گذاشته شده‌است.
با روی کار آمدن دولت یازدهم و با عنایت به ضرورت خاتمه واگذاری‌ها تا پایان سال ۱۳۹۳، تغییرات اساسنامه این سازمان به‌منظور انجام وظایف و مسئولیت‌های جدید، مجدداً در دستور کار قرار گرفته‌ است.

## فهرست رؤسای سازمان
رؤسای سازمان خصوصی‌سازی‌ از ابتدای تأسیس تاکنون به شرح زیر است:
- زهره عالی‌پور: از ۲۹ آبان ۱۴۰۳ تاکنون
- زهره عالی‌پور (سرپرست): از ۲۷ شهریور تا ۲۹ آبان ۱۴۰۳
- ابراهیم بازیان (سرپرست): از ۹ اسفند ۱۴۰۲ تا ۲۷ شهریور ۱۴۰۳
- میثم پیله‌فروش (سرپرست): از ۳ بهمن تا ۹ اسفند ۱۴۰۲
- مالک رحمتی: از ۲۹ تیر ۱۴۰۲ تا ۳ بهمن ۱۴۰۲
- حسین قربان‌زاده: از ۳ مهر ۱۴۰۰ تا ۲۹ تیر ۱۴۰۲
- حسنعلی قنبری ممان: از ۵ بهمن‌ ۱۳۹۹ تا ۳ مهر ۱۴۰۰
- حسن علایی (سرپرست): از ۲۴ آبان تا ۵ بهمن ۱۳۹۹
- علیرضا صالح: از ۲۶ شهریور ۱۳۹۸ تا ۲۴ آبان ۱۳۹۹
- داود خانی (سرپرست): از ۲۳ مرداد تا ۲۶ شهریور ۱۳۹۸
- علی‌اشرف عبدالله‌پوری حسینی: از مهر ۱۳۹۲ تا ۲۳ مرداد ۱۳۹۸
- محمدرحیم احمدوند: از مرداد ۱۳۹۱ تا مهر ۱۳۹۲
- پیمان نوری بروجردی: از مرداد ۱۳۸۹ تا مرداد ۱۳۹۱
- غلامرضا حیدری کردزنگنه: از دی ۱۳۸۴ تا مرداد ۱۳۸۹
- علی‌اشرف عبدالله‌پوری حسینی: از خرداد ۱۳۸۳ تا دی ۱۳۸۴
- سید احمد میرمطهری: از خرداد ۱۳۸۲ تا اردیبهشت ۱۳۸۳
- مهدی علی‌اکبری: از خرداد ۱۳۸۰ تا اردیبهشت ۱۳۸۲